# Nicole van Houten
Nicole Antoinette Buch-van Houten (Amsterdam, 3 juni 1967) is een Nederlandse televisieproducent en presentatrice.

## Biografie
Van Houten bracht haar jeugd door in Twente. Ze groeide op in een ondernemersgezin als derde van vier kinderen. Ze volgde in Haaksbergen naar het VWO en studeerde daarna theaterwetenschap aan de Universiteit van Utrecht. Haar televisieloopbaan begon begin jaren negentig bij toen zij een paardenprogramma voor NBC Super Channel maakte. Als uitvoerend producent werkte ze voor verschillende produktiebedrijven.
In 1998 kreeg ze een relatie met Menno Buch en produceerde vanaf dat moment al zijn televisieprogramma's. Op 12 januari 2011 traden zij in het huwelijk. Met hun bedrijf 'Telebuch' produceerden ze samen vanaf 2012 voor RTL 4 de documentaireseries Buch in de Bajes. Na Buchs overlijden nam Van Houten de presentatie van Buch in de Bajes over.
In november 2015 verscheen bij uitgeverij Nieuw-Amsterdam de biografie BUCH over Menno Buch. Dit boek schreef ze samen met de eindredacteur van het programma Buch in de Bajes, Edwin Gitsels.
In 2017 maakte zij de televisiereeks Buch buiten de Bajes, over resocialisatie van de lastigste criminelen van Amsterdam. In 2017 was Van Houten een van de deelnemers van het achttiende seizoen van het RTL 5-programma Expeditie Robinson, zij viel als derde af en eindigde op de 17e plaats. In 2018 was ze te gast in het televisieprogramma De Kist.
Sinds 2019 woont ze samen met een nieuwe partner. In de zomer van 2020 was ze te zien met een nieuws docuserie 'Buch in de Bijzondere Bajes' bij SBS6. Ook treedt ze regelmatig op als misdaaddeskundige bij de desk van Shownieuws.